# Mîhailivka, Perevalsk
Mîhailivka (în ucraineană Михайлівка) este o așezare de tip urban din raionul Perevalsk, regiunea Luhansk, Ucraina. În afara localității principale, nu cuprinde și alte sate.

## Demografie
Componența lingvistică a așezării de tip urban Mîhailivka
     Ucraineană (76,4%)
     Rusă (23,05%)
     Alte limbi (0,21%)
Conform recensământului din 2001, majoritatea populației așezării de tip urban Mîhailivka era vorbitoare de ucraineană (76,4%), existând în minoritate și vorbitori de rusă (23,05%).